# Termes (Aude)
Pour les articles homonymes, voir Termes.
Termes (Tèrme en occitan) est une commune française, située dans le centre du département de l'Aude en région Occitanie.
Sur le plan historique et culturel, la commune fait partie du massif des Corbières, un chaos calcaire formant la transition entre le Massif central et les Pyrénées. Exposée à un climat méditerranéen, elle est drainée par le Libre, le Sou, le ruisseau de Caulière et par divers autres petits cours d'eau. La commune possède un patrimoine naturel remarquable : trois sites Natura 2000 (les « hautes Corbières », les « Corbières occidentales » et la « vallée de l'Orbieu ») et trois zones naturelles d'intérêt écologique, faunistique et floristique.
Termes est une commune rurale qui compte 49 habitants en 2022, après avoir connu un pic de population de 326 habitants en 1836. Ses habitants sont appelés les Termois ou  Termoises.
Ses habitants sont les Termenais.
Le patrimoine architectural de la commune comprend deux  immeubles protégés au titre des monuments historiques : l'église Notre-Dame, inscrite en 1951, et le château, classé en 1989.

## Géographie

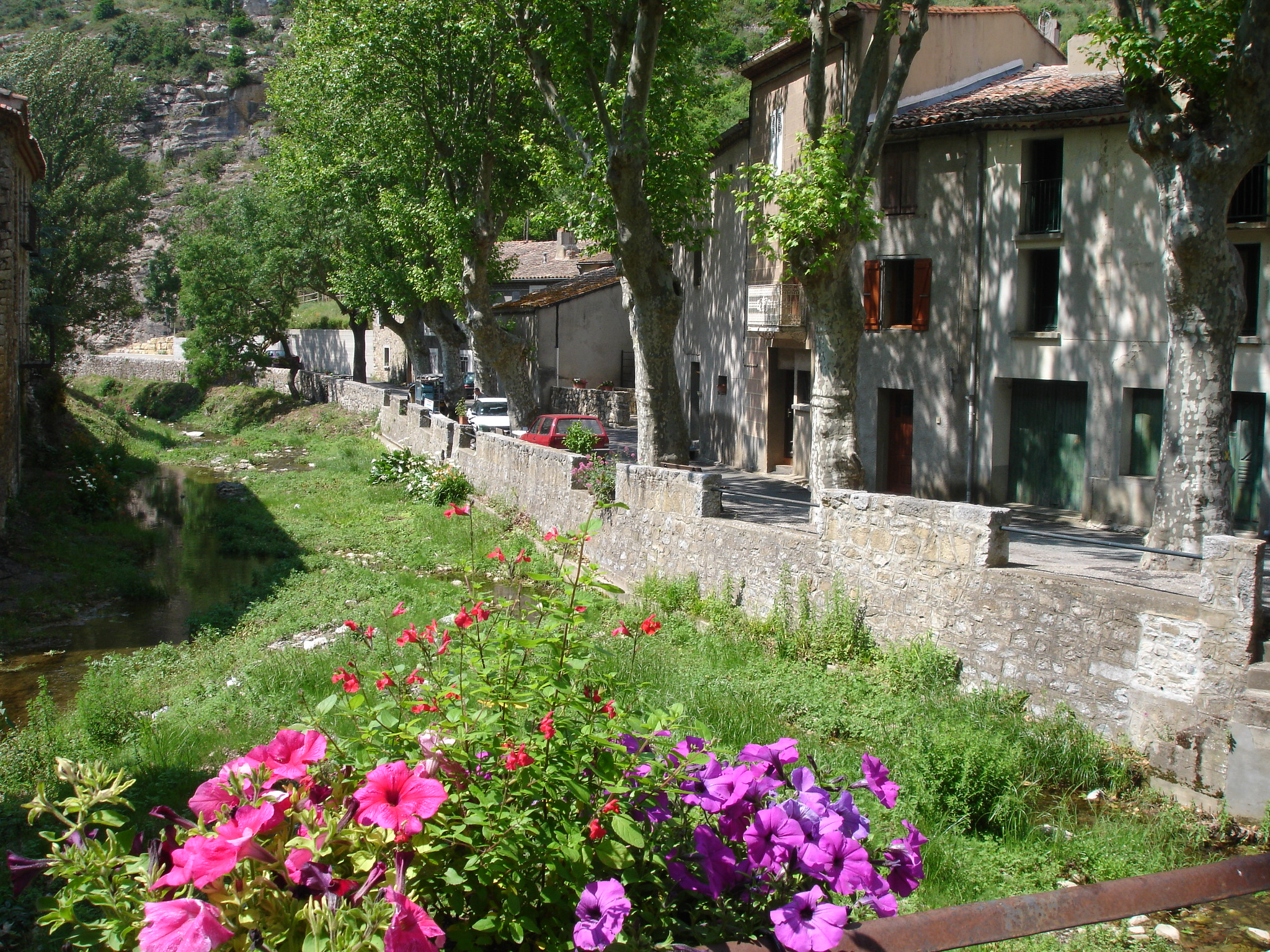
Vue de Termes et de la rivière le Sou.

Commune située dans les Corbières, sur le Sou de Laroque. Par la route, Narbonne est à 52 km, Carcassonne à 54 km, Limoux à 38 km et Perpignan à 64 km.

### Communes limitrophes
Les communes limitrophes sont  Félines-Termenès, Laroque-de-Fa, Mouthoumet, Saint-Martin-des-Puits, Vignevieille et Villerouge-Termenès.
|                                        | Saint-Martin-des-Puits | Saint-Pierre-des-Champs (par un quadripoint) |
| Vignevieille                           | Termes                 | Villerouge-Termenès                          |
| Salza (par un quadripoint), Mouthoumet | Laroque-de-Fa          | Félines-Termenès                             |

### Hydrographie
La commune est dans la région hydrographique « Côtiers méditerranéens », au sein du bassin hydrographique Rhône-Méditerranée-Corse. Elle est drainée par le Libre, le Sou, le ruisseau de Caulière, le ruisseau Coume de Lierre, le ruisseau de Font Taulier, le ruisseau de la Bruyère, le ruisseau de la Clape, le ruisseau de la Garrigue, le ruisseau de Menou, le ruisseau des Abellanies, le ruisseau des Canals et le ruisseau des Grataillais, qui constituent un réseau hydrographique de 26 km de longueur totale,.
Le Libre, d'une longueur totale de 14,8 km, prend sa source dans la commune de Palairac et s'écoule vers le nord. Il traverse la commune et se jette dans l'Orbieu à Saint-Martin-des-Puits, après avoir traversé 6 communes.
Le Sou, d'une longueur totale de 17,2 km, prend sa source dans la commune de Massac et s'écoule vers le nord. Il traverse la commune et se jette dans l'Orbieu à Vignevieille, après avoir traversé 4 communes.

### Climat
Pour des articles plus généraux, voir Climat de l'Occitanie et Climat de l'Aude.
En 2010, le climat de la commune est de type climat du Bassin du Sud-Ouest, selon une étude s'appuyant sur une série de données couvrant la période 1971-2000. En 2020, Météo-France publie une typologie des climats de la France métropolitaine dans laquelle la commune est exposée à un climat méditerranéen et est dans une zone de transition entre les régions climatiques « Pyrénées orientales » et « Provence, Languedoc-Roussillon ».
Pour la période 1971-2000, la température annuelle moyenne est de 13,4 °C, avec une amplitude thermique annuelle de 15,2 °C. Le cumul annuel moyen de précipitations est de 864 mm, avec 8,7 jours de précipitations en janvier et 4 jours en juillet. Pour la période 1991-2020, la température moyenne annuelle observée sur la station météorologique la plus proche, située sur la commune de Mouthoumet à 5 km à vol d'oiseau, est de 12,5 °C et le cumul annuel moyen de précipitations est de 837,6 mm,. Pour l'avenir, les paramètres climatiques de la commune estimés pour 2050 selon différents scénarios d'émission de gaz à effet de serre sont consultables sur un site dédié publié par Météo-France en novembre 2022.

### Milieux naturels et biodiversité

#### Réseau Natura 2000

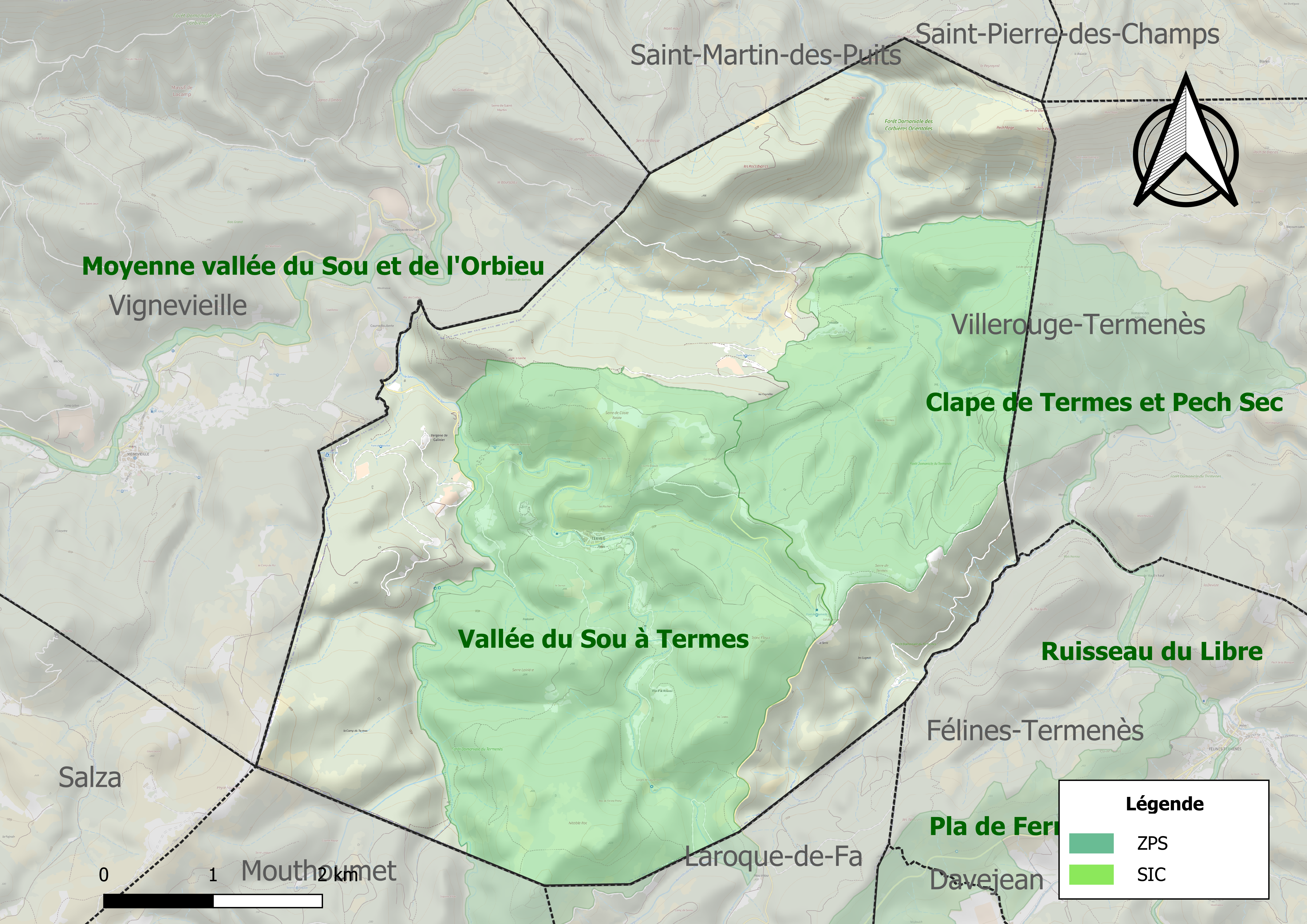
Site Natura 2000 sur le territoire communal.

Le réseau Natura 2000 est un réseau écologique européen de sites naturels d'intérêt écologique élaboré à partir des directives habitats et oiseaux, constitué de zones spéciales de conservation (ZSC) et de zones de protection spéciale (ZPS).
Un site Natura 2000 a été défini sur la commune au titre de la directive habitats :
- la « vallée de l'Orbieu », d'une superficie de 17 765 ha, servant d'habitat, entre autres, pour le Barbeau méridional et du Desman des Pyrénées en limite nord de répartition[15]

et deux au titre de la directive oiseaux : 
- les « Corbières occidentales », d'une superficie de 22 912 ha, présentant des milieux propices à la nidification des espèces rupicoles : des couples d'Aigles royaux occupent partagent l'espace avec des espèces aussi significatives que le Faucon pèlerin, le Grand-duc d'Europe ou le Circaète Jean-le-Blanc[16] ;
- les « hautes Corbières », d'une superficie de 28 398 ha, accueillant une avifaune riche et diversifiée : rapaces tels que les Busards, l'Aigle Royal, le Circaète Jean-le-Blanc, qui trouvent sur place des conditions favorables à la nidification et à leur alimentation du fait de l'importance des milieux ouverts[17].

#### Zones naturelles d'intérêt écologique, faunistique et floristique
L’inventaire des zones naturelles d'intérêt écologique, faunistique et floristique (ZNIEFF) a pour objectif de réaliser une couverture des zones les plus intéressantes sur le plan écologique, essentiellement dans la perspective d’améliorer la connaissance du patrimoine naturel national et de fournir aux différents décideurs un outil d’aide à la prise en compte de l’environnement dans l’aménagement du territoire.
Deux ZNIEFF de type 1 sont recensées sur la commune :
la « clape de Termes et pech Sec » (536 ha), couvrant 2 communes du département, et 
la « vallée du Sou à Termes » (751 ha), couvrant 3 communes du département
et une ZNIEFF de type 2, : 
les « Corbières centrales » (68 810 ha), couvrant 56 communes dont 54 dans l'Aude et 2 dans les Pyrénées-Orientales.

Carte des ZNIEFF de type 1 et 2 à Termes.
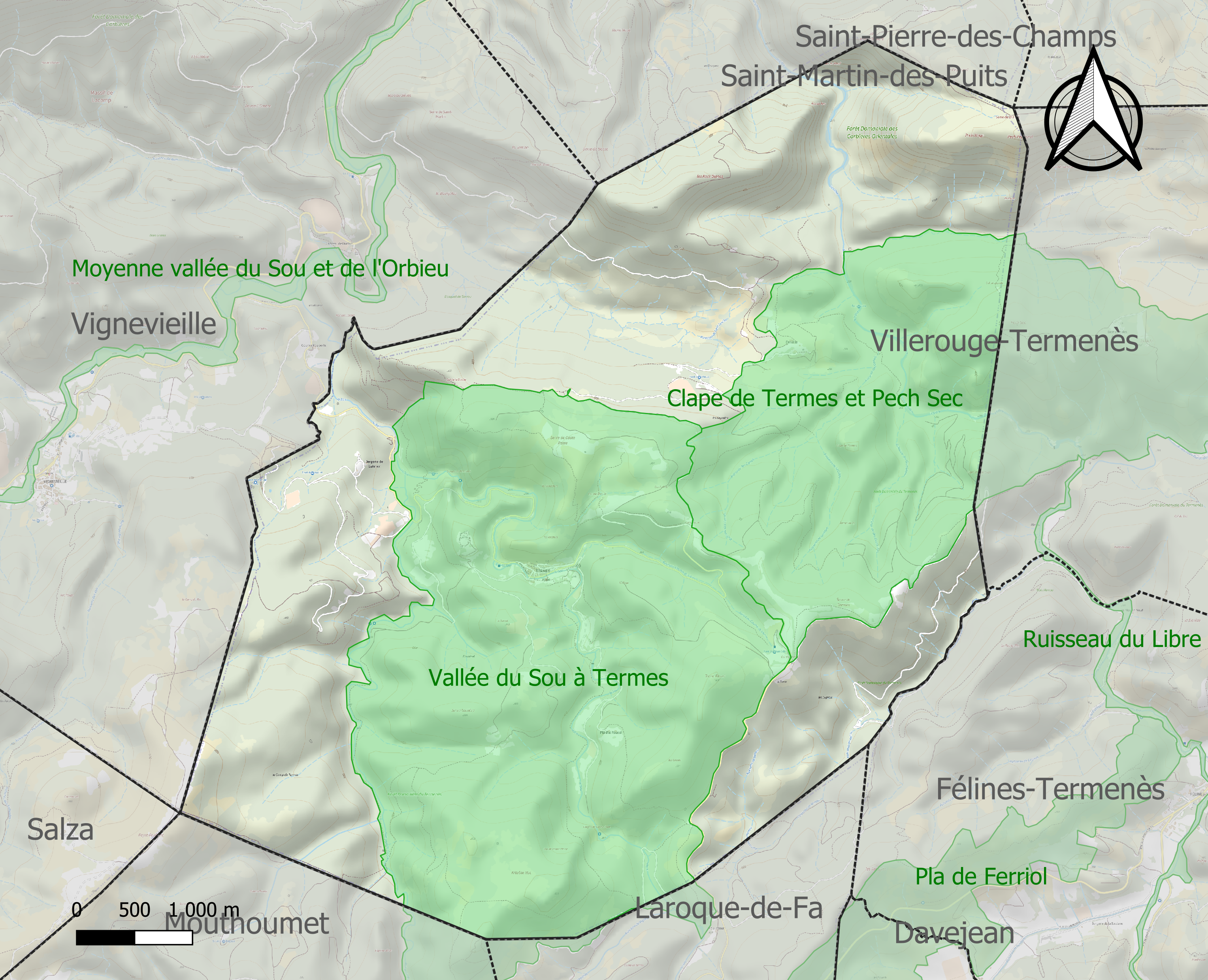
Carte des ZNIEFF de type 1 sur la commune.
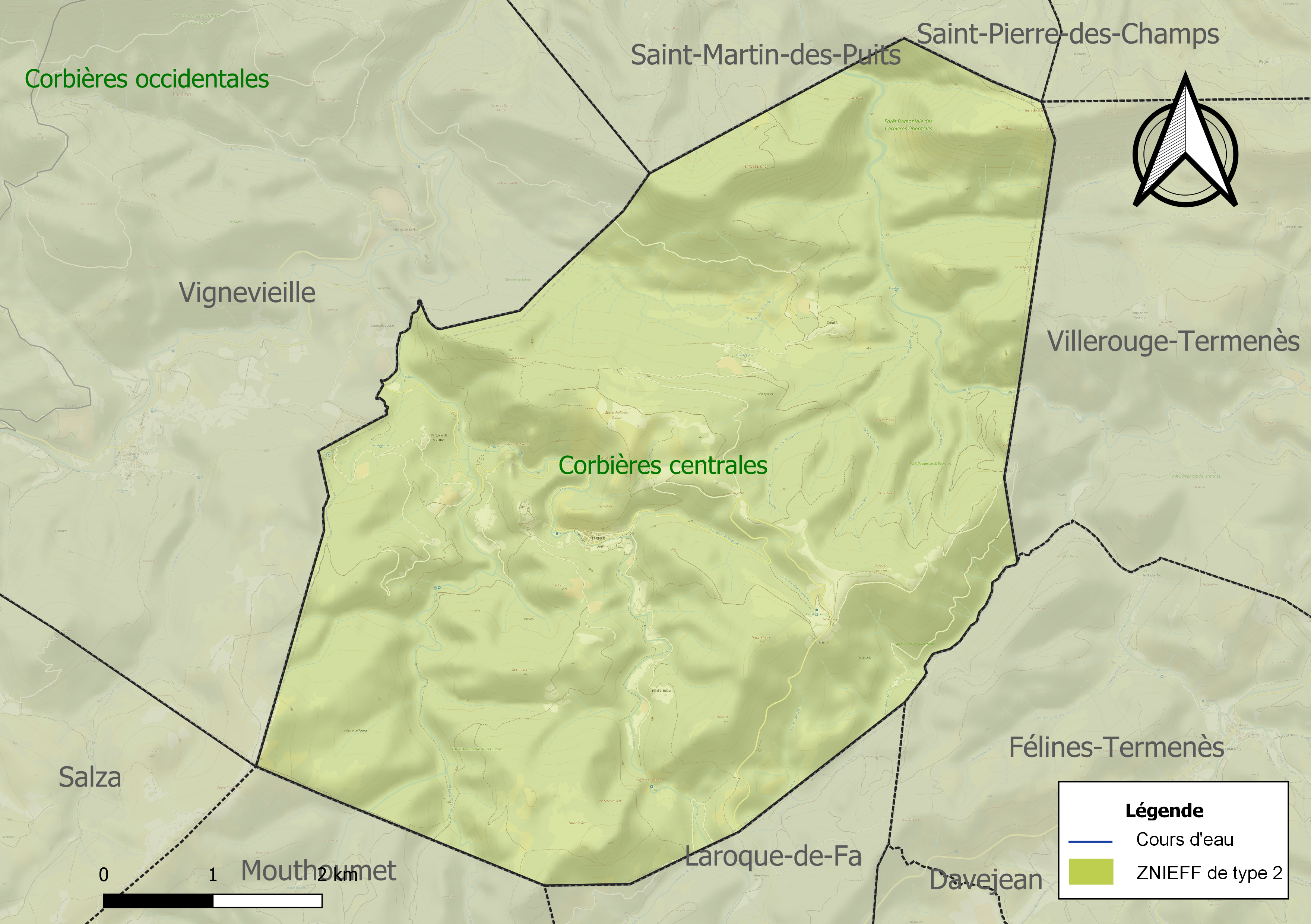
Carte de la ZNIEFF de type 2 sur la commune.

## Urbanisme

### Typologie
Au 1er janvier 2024, Termes est catégorisée commune rurale à habitat très dispersé, selon la nouvelle grille communale de densité à 7 niveaux définie par l'Insee en 2022.
Elle est située hors unité urbaine et hors attraction des villes,.

### Occupation des sols
L'occupation des sols de la commune, telle qu'elle ressort de la base de données européenne d’occupation biophysique des sols Corine Land Cover (CLC), est marquée par l'importance des forêts et milieux semi-naturels (98,3 % en 2018), en augmentation par rapport à 1990 (95 %). La répartition détaillée en 2018 est la suivante : 
forêts (61,2 %), milieux à végétation arbustive et/ou herbacée (37,2 %), zones agricoles hétérogènes (1,7 %). L'évolution de l’occupation des sols de la commune et de ses infrastructures peut être observée sur les différentes représentations cartographiques du territoire : la carte de Cassini (XVIIIe siècle), la carte d'état-major (1820-1866) et les cartes ou photos aériennes de l'IGN pour la période actuelle (1950 à aujourd'hui).

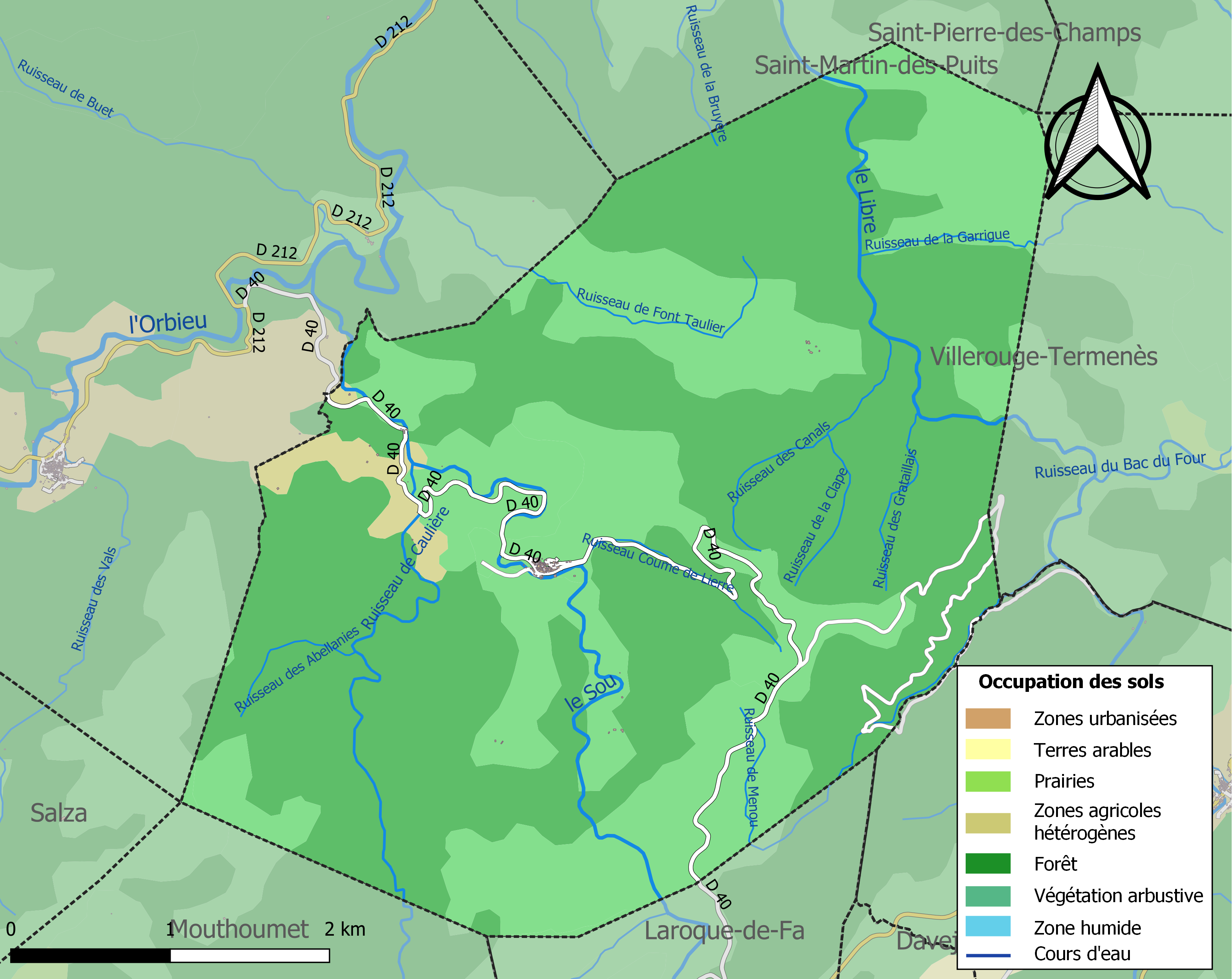
Carte des infrastructures et de l'occupation des sols de la commune en 2018 (CLC).

### Risques majeurs
Le territoire de la commune de Termes est vulnérable à différents aléas naturels : météorologiques (tempête, orage, neige, grand froid, canicule ou sécheresse), inondations, feux de forêts et séisme (sismicité faible). Un site publié par le BRGM permet d'évaluer simplement et rapidement les risques d'un bien localisé soit par son adresse soit par le numéro de sa parcelle.
Certaines parties du territoire communal sont susceptibles d’être affectées par le risque d’inondation par débordement de cours d'eau, notamment le ruisseau de Glandes. La commune a été reconnue en état de catastrophe naturelle au titre des dommages causés par les inondations et coulées de boue survenues en 1982, 1987, 1992, 1996, 1999, 2000, 2005, 2009, 2014 et 2018,.

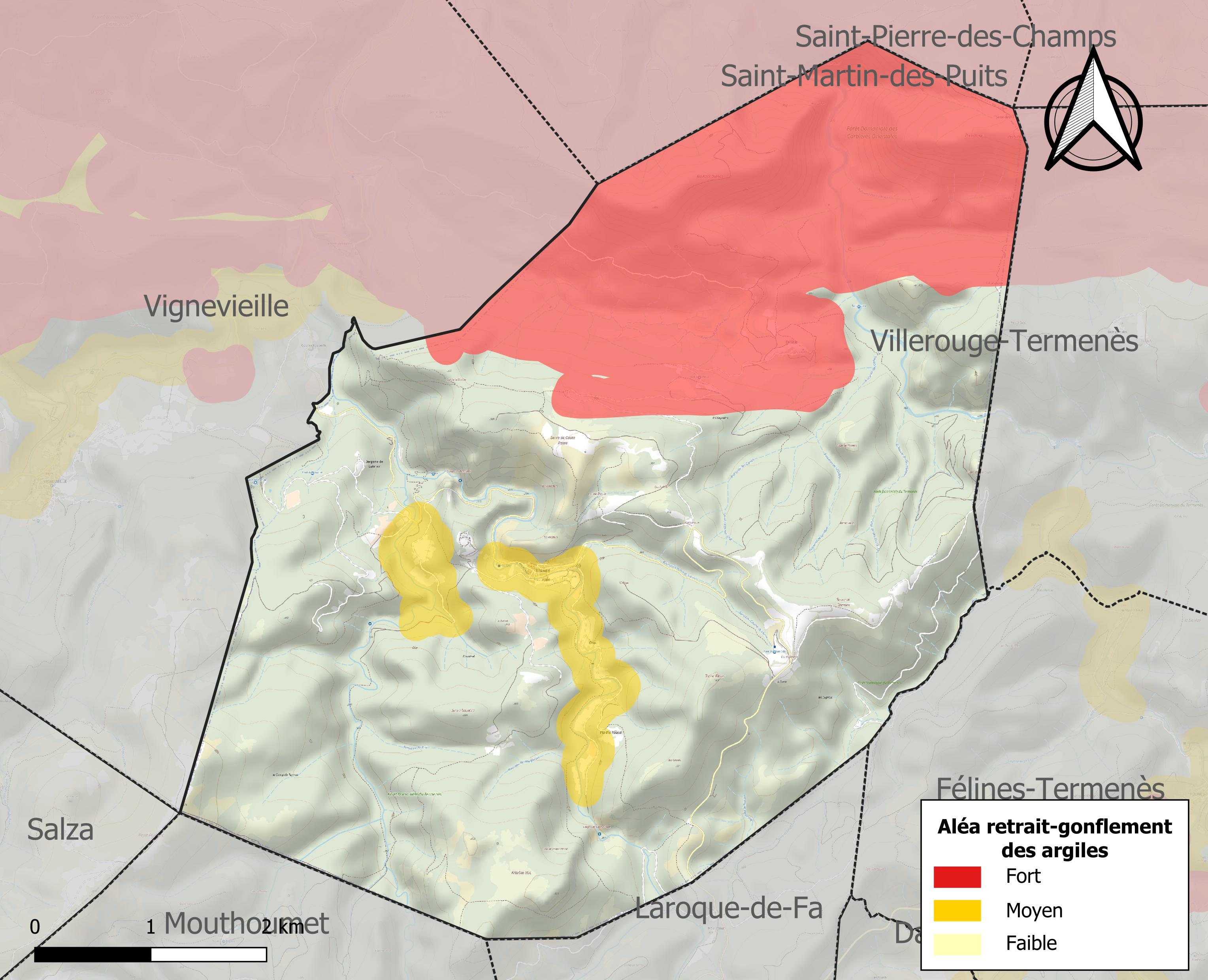
Carte des zones d'aléa retrait-gonflement des sols argileux de Termes.

Le retrait-gonflement des sols argileux est susceptible d'engendrer des dommages importants aux bâtiments en cas d’alternance de périodes de sécheresse et de pluie. 31,3 % de la superficie communale est en aléa moyen ou fort (75,2 % au niveau départemental et 48,5 % au niveau national). Sur les 70 bâtiments dénombrés sur la commune en 2019, 64 sont en aléa moyen ou fort, soit 91 %, à comparer aux 94 % au niveau départemental et 54 % au niveau national. Une cartographie de l'exposition du territoire national au retrait gonflement des sols argileux est disponible sur le site du BRGM,.

## Toponymie
Le nom de la localité est attesté sous les formes Olivari Bernardi de Termino en 1061, Castello quem vocant Termen vers 1084, Petro Oliverii de Terme vers 1084, Castel de Terme, vers 1112, Castello qui vocatur Termen en 1139, Castrum de Terminis en 1110 et en 1179, de Terme en 1118, Termen en 1139, de Termene en 1179, Termas castrum Termarum vers 1212, Termes Terminis en 1215, Olivarius de Terminis, Bernardi de Terminis, Domino de Termino, castrum de Termes en 1228, de Terminus en 1260, apud de Termenas en 1262, Li chastiaus de Termes et Castrum Termarum XIIIe siècle.
De l'occitan terme (tertre, colline, flanc de montagne, coteau).

## Histoire
- 1210 : siège et prise de Termes.
- Termes[41] était, avant la conquête du Roussillon, une des cinq forteresses défendant les frontières du Languedoc avec Aguilar, Quéribus, Peyrepertuse et Puylaurens. Par un acte de 1110, Termes est attribué au Narbonnais. Les seigneurs de Termes, tapis en leur repaire, véritable nid d’aigle, profitaient de cette position pour se vendre tantôt à la France, tantôt à l’Espagne, se donnant au plus offrant. Raymond III, comte de Toulouse, en 1179 rend hommage au roi d’Aragon et reçoit le Termenès. En 1236 le Termenès est cédé au roi Louis. Jusqu’au traité des Pyrénées, en 1659, cette région demeure une marche, frontière avec l’Espagne.

## Politique et administration
| Période                                  | Période   | Identité    | Étiquette | Qualité                                                           |
| ---------------------------------------- | --------- | ----------- | --------- | ----------------------------------------------------------------- |
| 1945                                     | mars 1989 | Joseph Baro | PS        | Assistant technique à l'Equipement Conseiller général (1961-1988) |
| mars 2001                                | En cours  | Hervé Baro  | PS        | Enseignant retraité Conseiller général puis départemental         |
| Les données manquantes sont à compléter. |           |             |           |                                                                   |

## Démographie
L'évolution du nombre d'habitants est connue à travers les recensements de la population effectués dans la commune depuis 1793. Pour les communes de moins de 10 000 habitants, une enquête de recensement portant sur toute la population est réalisée tous les cinq ans, les populations de référence des années intermédiaires étant quant à elles estimées par interpolation ou extrapolation. Pour la commune, le premier recensement exhaustif entrant dans le cadre du nouveau dispositif a été réalisé en 2004.

En 2022, la commune comptait 49 habitants, en évolution de +44,12 % par rapport à 2016 (Aude : +2,65 %, France hors Mayotte : +2,11 %).
| 1793 | 1800 | 1806 | 1821 | 1831 | 1836 | 1841 | 1846 | 1851 |
| ---- | ---- | ---- | ---- | ---- | ---- | ---- | ---- | ---- |
| 242  | 236  | 284  | 273  | 242  | 326  | 321  | 275  | 287  |

| 1856 | 1861 | 1866 | 1872 | 1876 | 1881 | 1886 | 1891 | 1896 |
| ---- | ---- | ---- | ---- | ---- | ---- | ---- | ---- | ---- |
| 280  | 296  | 283  | 247  | 241  | 222  | 214  | 218  | 196  |

| 1901 | 1906 | 1911 | 1921 | 1926 | 1931 | 1936 | 1946 | 1954 |
| ---- | ---- | ---- | ---- | ---- | ---- | ---- | ---- | ---- |
| 189  | 172  | 145  | 147  | 132  | 121  | 110  | 88   | 84   |

| 1962 | 1968 | 1975 | 1982 | 1990 | 1999 | 2004 | 2006 | 2009 |
| ---- | ---- | ---- | ---- | ---- | ---- | ---- | ---- | ---- |
| 70   | 53   | 45   | 50   | 43   | 54   | 54   | 58   | 50   |

| 2014 | 2019 | 2022 | - | - | - | - | - | - |
| ---- | ---- | ---- | - | - | - | - | - | - |
| 38   | 47   | 49   | - | - | - | - | - | - |

## Économie

### Emploi
| Division       | 2008   | 2013   | 2018   |
| -------------- | ------ | ------ | ------ |
| Commune        | 7,7 %  | 0 %    | 13,3 % |
| Département    | 10,2 % | 12,8 % | 12,6 % |
| France entière | 8,3 %  | 10 %   | 10 %   |

En 2018, la population âgée de 15 à 64 ans s'élève à 27 personnes, parmi lesquelles on compte 73,3 % d'actifs (60 % ayant un emploi et 13,3 % de chômeurs) et 26,7 % d'inactifs,. En  2018, le taux de chômage communal (au sens du recensement) des 15-64 ans est supérieur à celui du département et de la France, alors qu'en 2008 la situation était inverse.
La commune est hors attraction des villes,. Elle compte 12 emplois en 2018, contre 16 en 2013 et 12 en 2008. Le nombre d'actifs ayant un emploi résidant dans la commune est de 19, soit un indicateur de concentration d'emploi de 62,5 % et un taux d'activité parmi les 15 ans ou plus de 54,3 %.
Sur ces 19 actifs de 15 ans ou plus ayant un emploi, 10 travaillent dans la commune, soit 52 % des habitants. Pour se rendre au travail, 71,4 % des habitants utilisent un véhicule personnel ou de fonction à quatre roues, 9,5 % s'y rendent en deux-roues, à vélo ou à pied et 19 % n'ont pas besoin de transport (travail au domicile).

### Activités hors agriculture

#### Secteurs d'activités
4 établissements sont implantés  à Termes au 31 décembre 2019.
Le secteur de l'industrie manufacturière, des industries extractives et autres est prépondérant sur la commune puisqu'il représente 50 % du nombre total d'établissements de la commune (2 sur les 4 entreprises implantées  à Termes), contre 8,8 % au niveau départemental.

#### Entreprises
Viticulture Corbières (AOC).

### Agriculture
|               | 1988 | 2000 | 2010 | 2020 |
| ------------- | ---- | ---- | ---- | ---- |
| Exploitations | 11   | 4    | 5    | 4    |
| SAU (ha)      | 27   | 122  | 72   | 157  |

La commune est dans la « Région viticole » de l'Aude, une petite région agricole occupant une grande partie centrale du département, également dénommée localement « Corbeilles Minervois et Carcasses-Limouxin ». En 2020, l'orientation technico-économique de l'agriculture  sur la commune est l'élevage d'équidés et/oud' autres herbivores. Quatre exploitations agricoles ayant leur siège dans la commune sont dénombrées lors du recensement agricole de 2020 (onze en 1988). La superficie agricole utilisée est de 157 ha,,.

### Personnalités liées à la commune
- Olivier de Termes né vers 1200 à Termes et décédé le 12 août 1274 à Saint-Jean-d'Acre, fut l'un des plus célèbres chevaliers du XIIIe siècle, le plus actif des opposants à la croisade des Albigeois et un protecteur des Cathares. Il devint ensuite un fidèle du roi Louis IX et de l'église catholique en Languedoc et en Terre sainte où il mourut à la tête des armées croisées.

### Héraldique
| Blason de Termes | Blason  | D'azur à un pal fuselé d'argent et de sable.     |
| Blason de Termes | Détails | Le statut officiel du blason reste à déterminer. |

## Culture locale et patrimoine

### Patrimoine civil

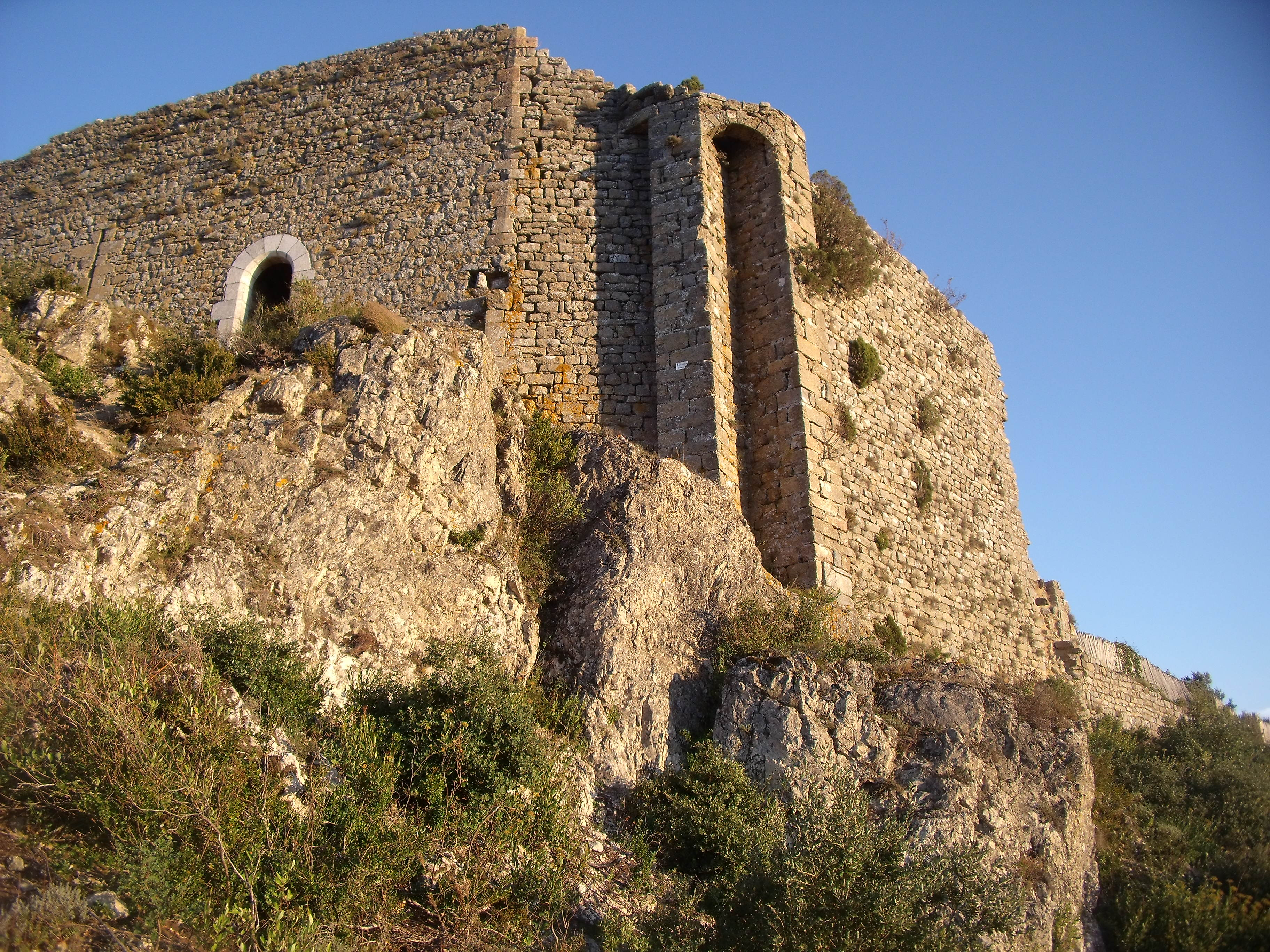
Vue sur l'angle nord-ouest du château de Termes.

Le château de Termes est classé monument historique depuis 1989, le château est ouvert à la visite, tous les jours d'avril à la fin des vacances de Toussaint. Le site bénéficie actuellement de fouilles archéologiques.
Le village a été restauré grâce à un programme national et a reçu le Prix Spécial du jury des trophées de l'aménagement urbain en 2006.
Le château fort et ses abords sont classés au titre des sites naturels depuis 1942.

### Patrimoine religieux
- L'église Notre-Dame date de la fin du XIIe siècle et a été rénovée au XIXe siècle. Elle a été inscrite monument historique par arrêté du 25 juin 1951[52]. Elle est ouverte aux horaires de l'accueil du château.
- Chapelle Saint-André de Termes.
- Chapelle castrale de Termes.

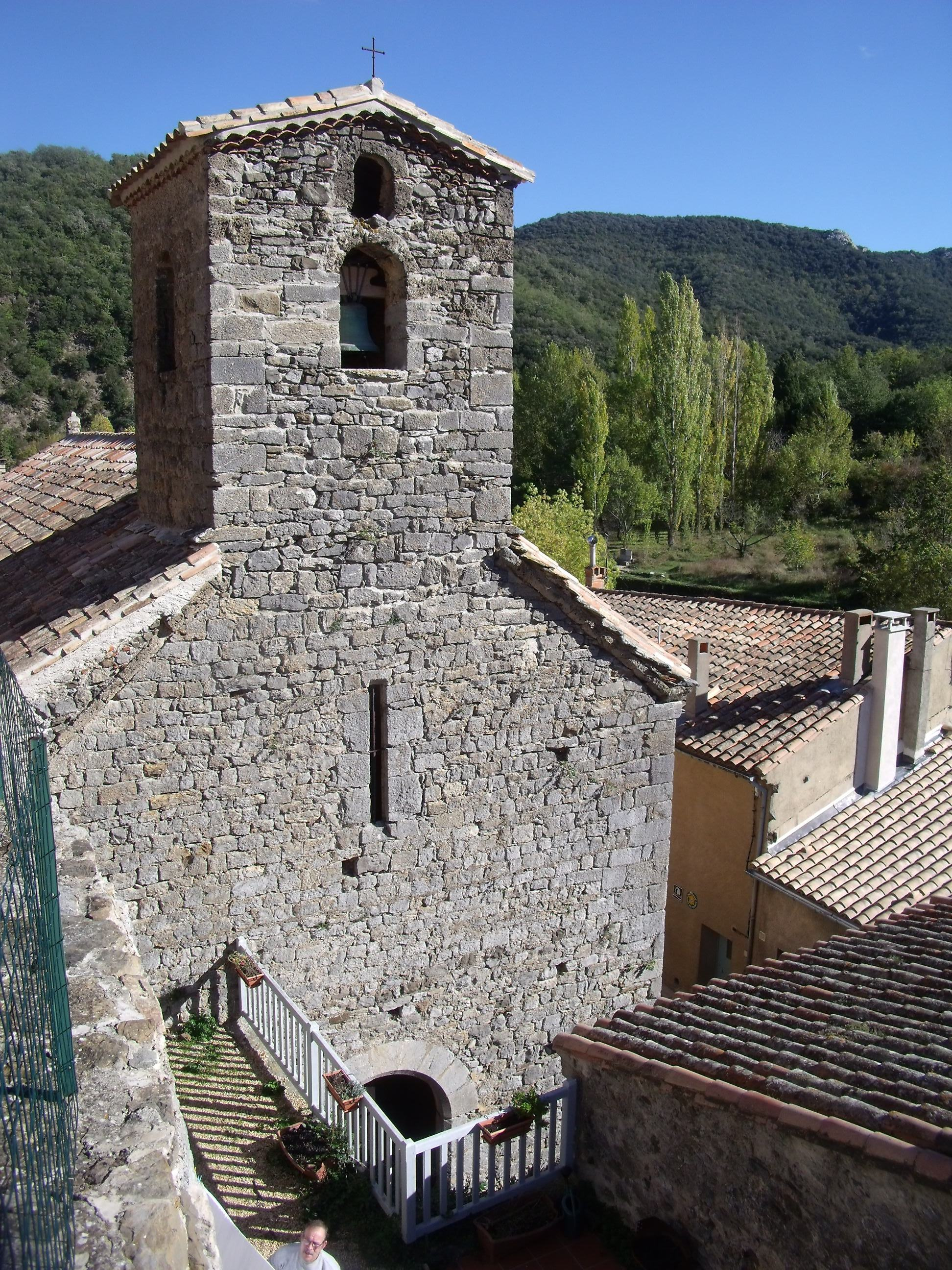
Le clocher-mur de l'église Notre-Dame de Termes.
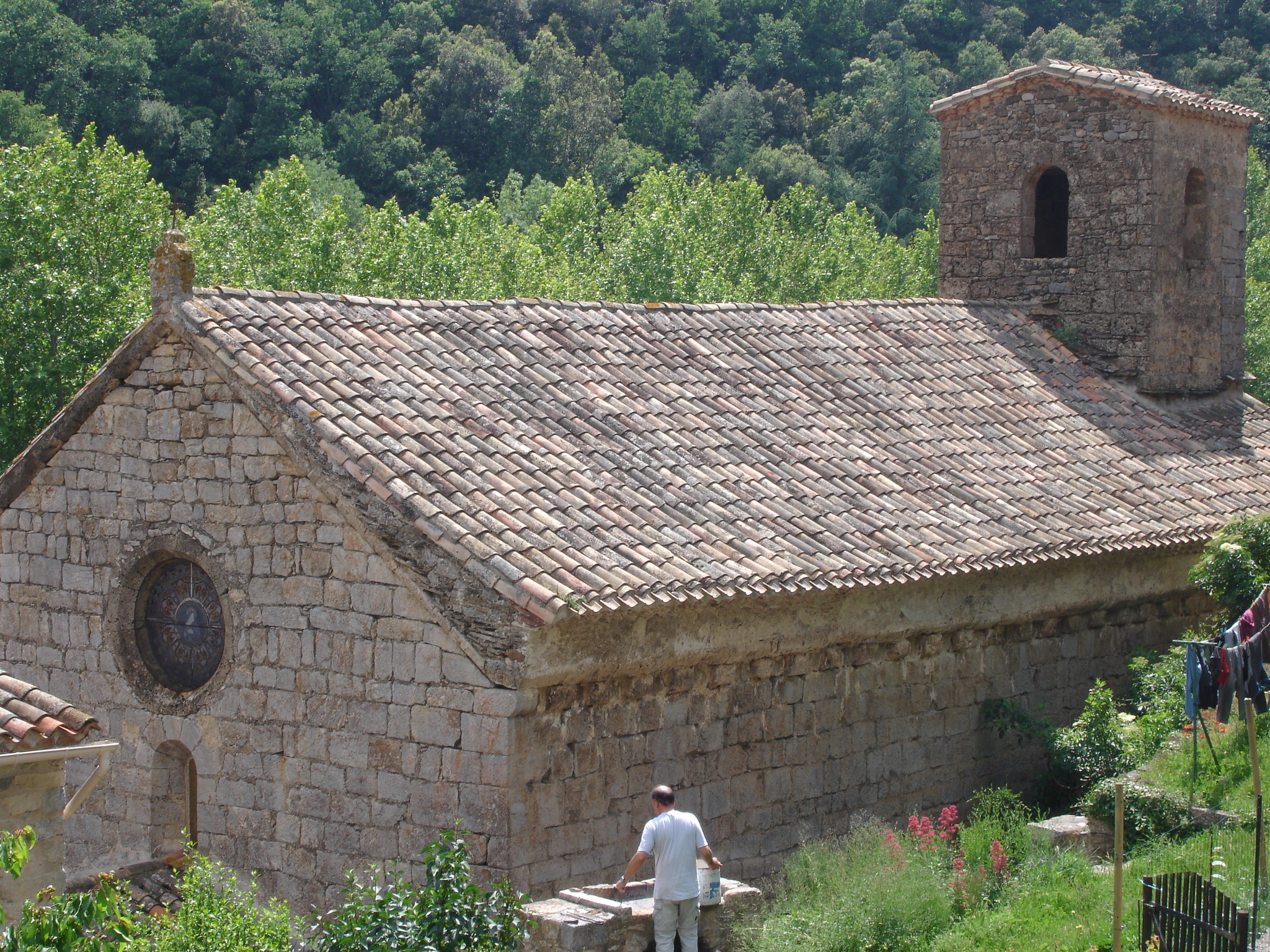
Église Notre-Dame de Termes.
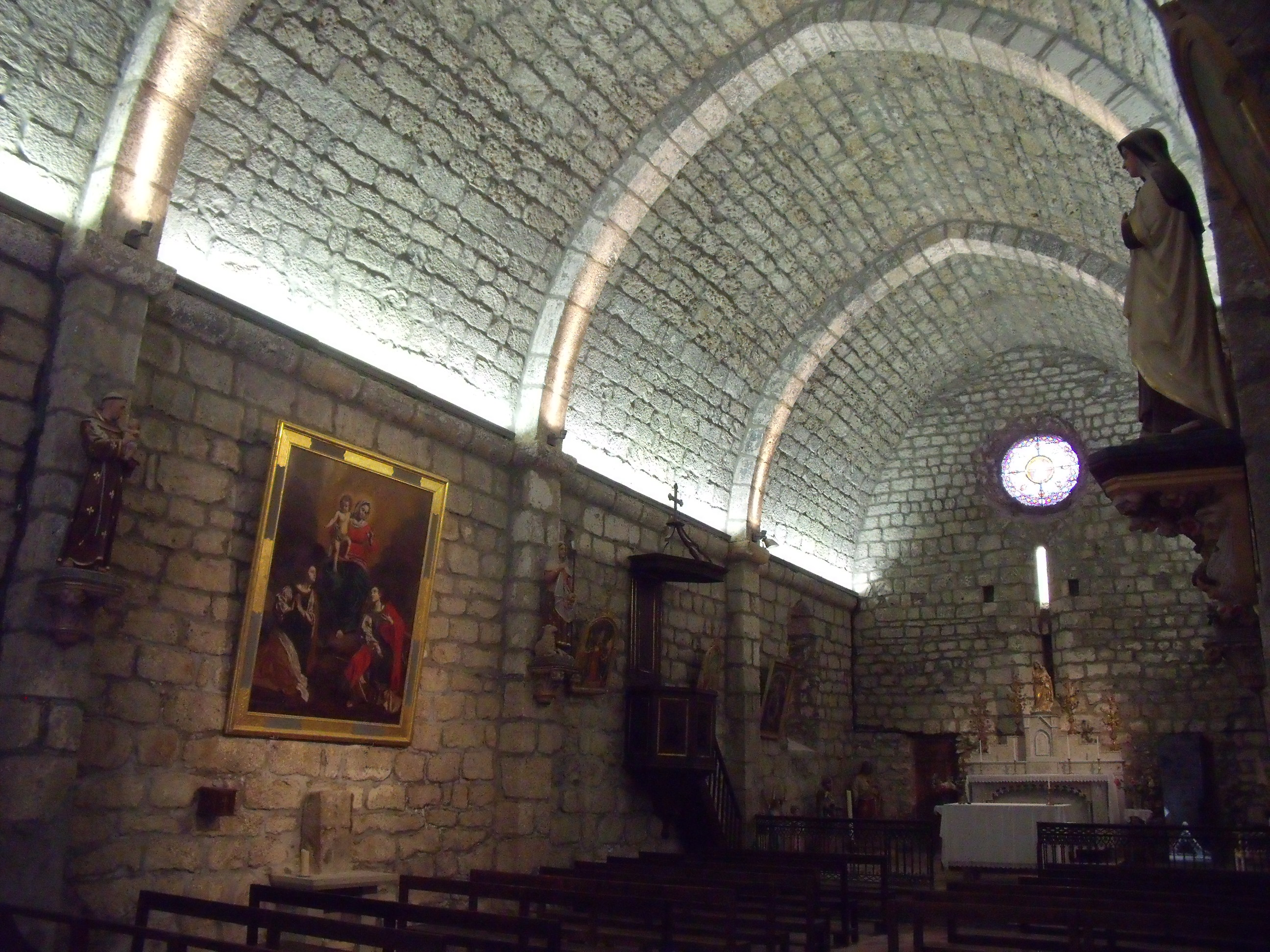
L'intérieur de l'église Notre-Dame de Termes.
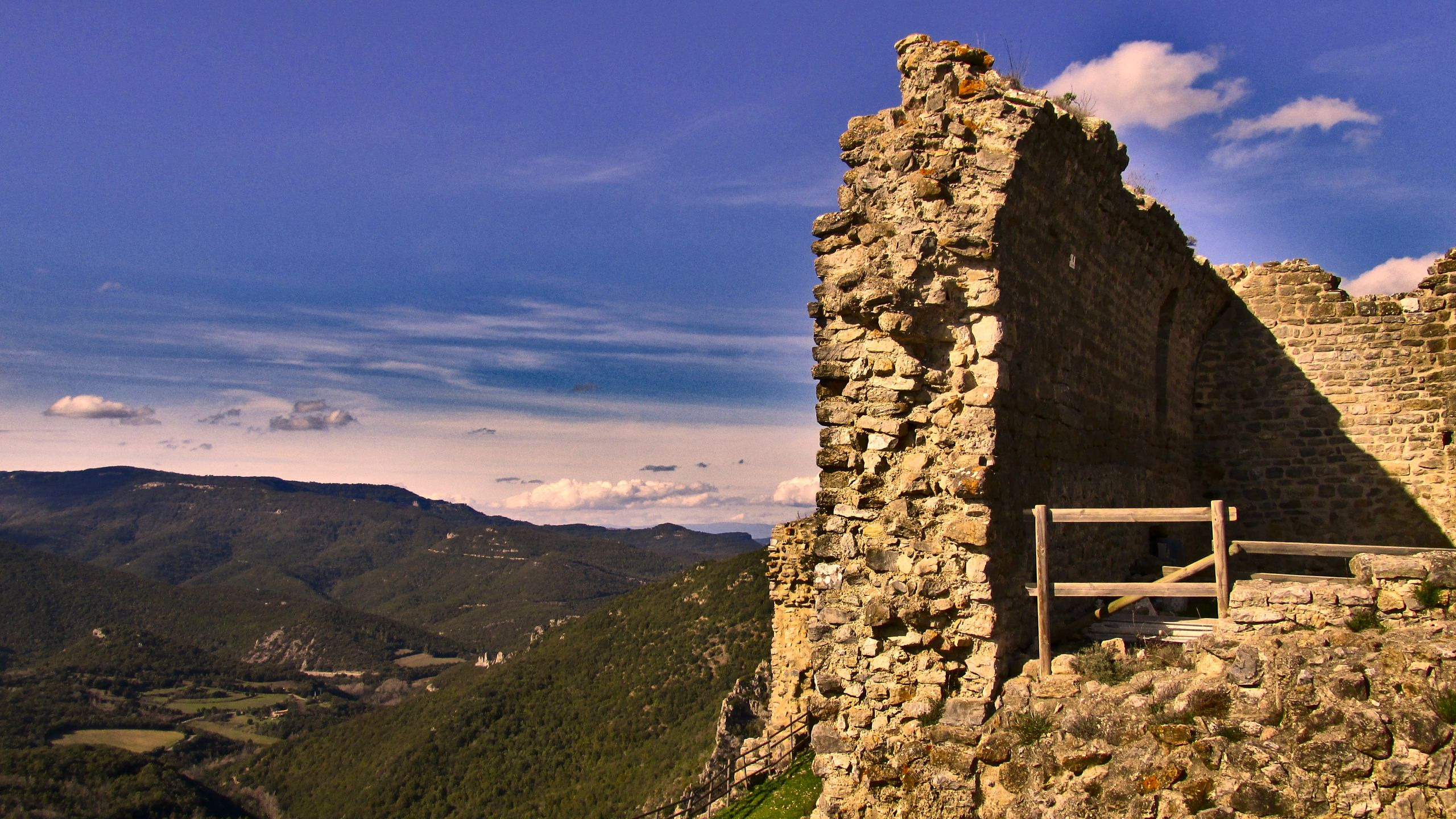
Chapelle castrale du château de Termes.

### Patrimoine environnemental
Les gorges du Termenet et les gorges de Coynepont constituent des sites naturels inscrits, en bordure du GR 36 et de boucles de randonnée.

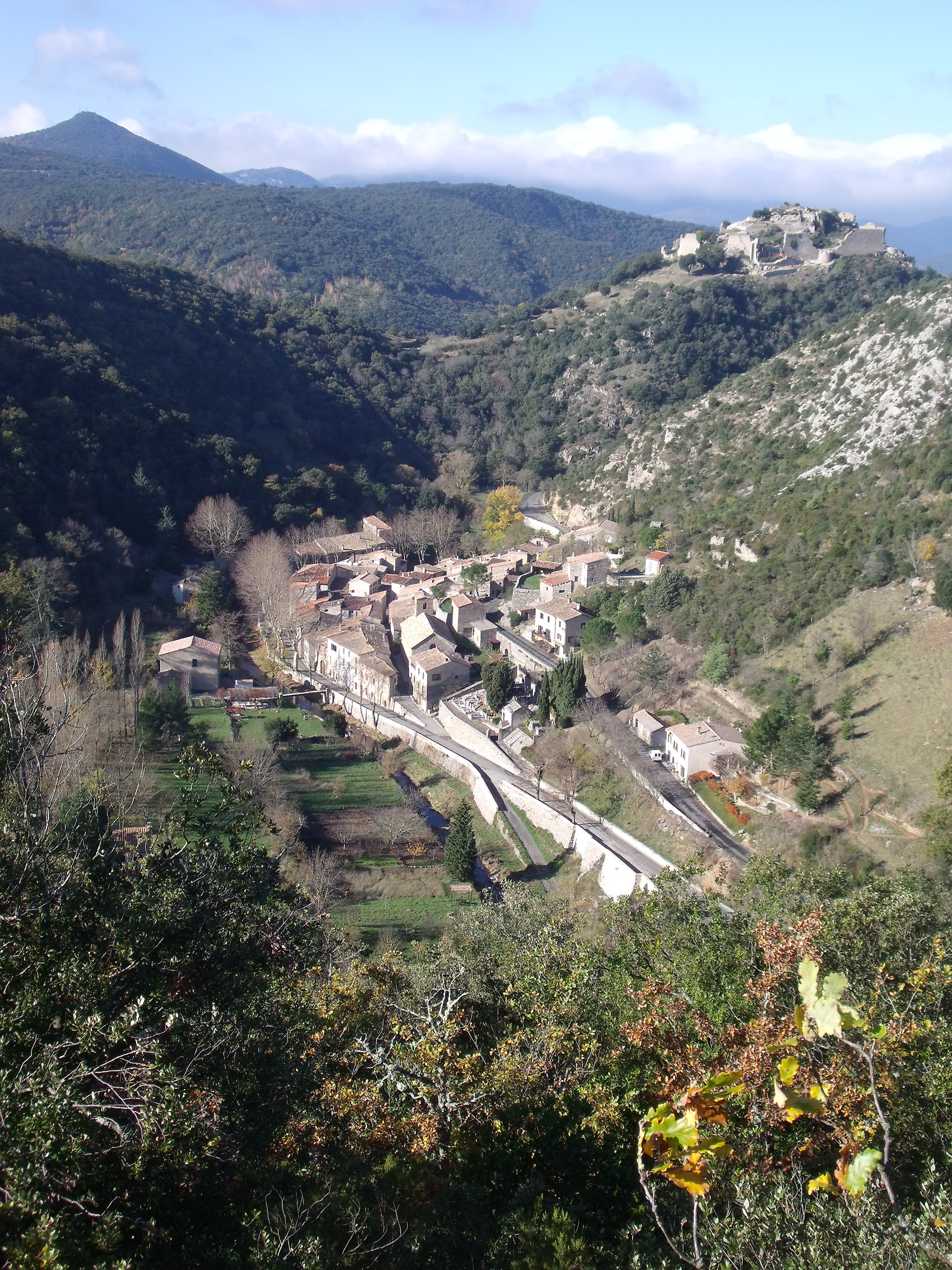
Termes, le village dominé par les vestiges du château.